# The Essential Simon and Garfunkel
The Essential Simon & Garfunkel és el primer recopilatori de grans èxits de doble disc del duet estatunidenc Simon & Garfunkel.
L'àlbum va debutar a la llista Billboard 200 l'1 de novembre de 2003 al lloc 27. Va mantenir-s'hi 11 setmanes. Va rebre els certificats de la RIAA d'or i de platí el febrer del 2005.

## Llista de cançons
Totes les cançons foren compostes per Paul Simon excepte que s'indiqui el contrari.

### Disc u
1. «Wednesday Morning, 3 A.M.» (en directe)
2. «Bleecker Street»
3. «The Sound of Silence»
4. «Leaves That Are Green» (en directe)
5. «A Most Peculiar Man» (en directe)
6. «I Am a Rock»
7. «Richard Cory»
8. «Kathy's Song» (en directe)
9. «Scarborough Fair/Canticle» (Garfunkel/Simon)
10. «Homeward Bound»
11. «Sparrow» (en directe)
12. «The 59th Street Bridge Song (Feelin' Groovy)»
13. «The Dangling Conversation»
14. «A Poem on the Underground Wall» (en directe)
15. «A Hazy Shade of Winter»
16. «At the Zoo»

### Disc dos
1. «Mrs. Robinson» (d'el graduat)
2. «Fakin' It»
3. «Old Friends»
4. «Bookends Theme»
5. «America»
6. «Overs (en directe)»
7. «El Condor Pasa (If I Could)»
8. «Bridge over Troubled Water»
9. «Cecilia»
10. «Keep the Customer Satisfied»
11. «So Long, Frank Lloyd Wright»
12. «The Boxer»
13. «Baby Driver»
14. «The Only Living Boy in New York»
15. «Song for the Asking»
16. «For Emily, Whenever I May Find Her» (en directe)
17. «My Little Town»

## Cançons bonus
Es publicà una versió d'aquest àlbum a Austràlia i Europa que contenia pistes addicionals. Totes les cançons foren compostes per Simon excepte que s'indiqui el contrari.

### Disc u
1. «The Sound Of Silence»
2. «Wednesday Morning, 3 A.M.» (en directe)
3. «Bye Bye Love» (Felice and Boudleaux Bryant) (en directe)
4. «Bleecker Street»
5. «I Am A Rock»
6. «A Most Peculiar Man» (en directe)
7. «Richard Cory»
8. «Kathy's Song» (en directe)
9. «Scarborough Fair/Canticle» (Garfunkel/Simon)
10. «Homeward Bound»
11. «Sparrow» (en directe)
12. «Leaves That Are Green» (en directe)
13. «He Was My Brother»
14. «The 59th Street Bridge Song (Feelin' Groovy)»
15. «The Dangling Conversation»
16. «A Poem On The Underground Wall» (en directe)
17. «Blessed» (en directe)
18. «Cloudy»
19. «»Blues Run The Game» (Jackson C. Frank)
20. «A Hazy Shade Of Winter»

### Disc dos
1. «Mrs. Robinson» (dEl graduat)
2. «Bridge Over Troubled Water»
3. «At The Zoo»
4. «Fakin' It»
5. «Old Friends»
6. «Bookends Theme»
7. «Punky's Dilemma»
8. «Overs» (en directe)
9. «A Church Is Burning» (en directe)
10. «America»
11. «El Condor Pasa (If I Could)» (Milchberg, Robles, Simon)
12. «Cecilia»
13. «Keep The Customer Satisfied»
14. «So Long, Frank Lloyd Wright»
15. «The Boxer»
16. «Baby Driver»
17. «The Only Living Boy In New York»
18. «Song For The Asking» (en directe)
19. «For Emily, Whenever I May Find Her» (en directe)
20. «My Little Town»